# Sinestro
Thaal Sinestro é um personagem ficcional e um supervilão do Universo DC e inimigo do Lanterna Verde. Sua primeira aparição foi em Green Lantern Vol.2 #7 (Julho-Agosto 1961), criado por John Broom e Gil Kane. Sinestro é um ex-soldado da Tropa dos Lanternas Verdes que usa um anel amarelo que ganha poderes a partir do medo causado nos inimigos. Sinestro apareceu em vários quadrinhos e adaptações, sendo um dos vilões da Legião do Mal de Super Amigos.
Seu visual foi inspirado no ator britânico David Niven.

## Origem
Thaal Sinestro era um arqueólogo em seu planeta natal, Korugar, quando viu um Lanterna Verde caiu numa escavação próxima, o lanterna enfrentava um alien feroz, que o tinha destroçado. O lanterna, moribundo, emprestou seu anel à Sinestro para derrotá-lo, ao matá-lo, o lanterna pediu o anel de volta, mas Sinestro recusou e deixou ele para morrer. Ao chegar em Oa, a cidadela dos Lanternas Verdes, Sinestro conheceu seu parceiro, Abin Sur, com quem lutaram juntos por muito tempo. Após Abin ser morto por Atrócitus, seu anel passou para Hal Jordan, que se tornou o novo parceiro de Sinestro e consequentemente seu aprendiz. Sinestro teve um caso com Arin Sur, a irmã de Abin, com quem teve uma filha, Soranik Natu, que se tornaria uma Lanterna Verde anos depois. 
Sinestro tornou-se secretamente o ditador de seu planeta natal, Korugar. Isto foi descoberto pelos Guardiões do Universo quando Sinestro treinava Hal Jordan. Os Guardiões aprisionaram Sinestro no Universo de Antimatéria, e lá ele fez amizade com os Trovejantes e ganhou seu anel amarelo deles, se tornando um dos mais temíveis inimigos dos Lanternas.
Recentemente (2007) nos Estados Unidos, foi lançada uma saga chamada "The Sinestro Corps War", ou Tropa Sinestro onde Sinestro reúne os piores vilões da galáxia dando a cada um deles um anel amarelo para fazer frente à Tropa dos Lanternas Verdes.

## Poderes
Sinestro empunha uma duplicata amarela do anel padrão da Tropa dos Lanternas Verdes, mas não tem vulnerabilidade ao amarelo. Assim como o anel dos lanternas verdes, o anel de Sinestro precisa ser recarregado em uma bateria amarela, enquanto é feito o juramento de sua tropa. O anel é feito da raríssima substancia Qwardamita, existente somente no Universo de Antimatéria.
O anel de Sinestro se difere porque é capaz de controlar os outros anéis da Tropa Sinestro, como é revelado na Noite Mais Densa.

## Cronologia

### Parallax e o retorno de Hal Jordan
Após ser dado como morto, ele havia plantado o parasita cósmico Parallax em Hal Jordan, para que este fosse dominado e se voltasse contra a Tropa dos Lantenas Verdes. A verdade foi revelada após Kyle Rayner descobrir a verdadeira natureza de Parallax, o que desencadeou uma série de eventos que levaram ao retorno de Hal Jordan como Lanterna Verde. Hal e Kyle combateram Sinestro, que retornou a Qward.

### Tropa Sinestro
Em Qward, Sinestro usou a energia de sua fúria somada à força do anel amarelo e fez uma bateria central amarela, no centro do universo de antimatéria, forjando diversos anéis energéticos amarelos e formando a Tropa Sinestro. 
A Tropa foi combatida e derrotada pela Tropa dos Lanternas Verdes. Sinestro e outros Lanternas de sua tropa foram presos em Oa.

### A Guerra das Luzes
Sinestro seria executado em seu planeta natal, Korugar, mas enquanto era conduzido para lá, ele foi sequestrado por um grupo de Lanternas Vermelhos, comandados por Atrócitus. No meio da batalha, um integrante da Tropa dos Lantenas Azuis, o Santo Andarilho, disse a Hal Jordan que a sobrevivência de Sinestro seria crucial para deter o sombrio evento futuro conhecido como A Noite Mais Densa. Sinestro foi levado ao planeta Ysmault, sede da Tropa Vermelha, e aprisionado por Atrócitus. Este planejava executar Sinestro e se vingar de tudo com que ele se importava, incluindo uma filha secreta. Sinestro conseguiu se libertar e escapar de Ysmault.
Sinestro rumou para Korugar e revelou à Lanterna Verde Soranik Natu que era o pai dela, dizendo-lhe estar orgulhoso por ela ter tido sucesso onde ele falhou: trazer ordem a Korugar como membro da Tropa dos Lanternas Verdes.
Em seguida, Sinestro fez uma breve visita ao túmulo de Abin Sur e, ao ser informado que alguns integrantes de sua tropa haviam sido capturados no planeta Zamaron, rumou para lá para libertá-los e confrontar as responsáveis pela captura: as Safiras Estrelas.

### A Noite Mais Densa
Chegando a Zamaron, Sinestro enfrentou a Safira Estrela Carol Ferris (ex-namorada de Hal Jordan), mas a luta foi interrompida quando integrantes da Tropa dos Lanternas Negros atacaram ambos. Hal Jordan e Índigo-1 apareceram e os ajudaram. Os quatro se teleportaram para Korugar, onde Sinestro enfrentou Mongul. Quando estava aparentemente derrotado, Sinestro conseguiu controlar os anéis amarelos de Mongul ao tocá-los (afinal, o próprio Sinestro havia criado os anéis), revertendo a situação a seu favor e aprisionando Mongul na Bateria Central Amarela.
Os Lanternas Negros Abin Sur e sua irmã Arin apareceram e enfrentaram o grupo, tendo seus anéis negros destruídos pelo ataque conjunto de Sinestro, Hal, Carol e Índigo-1.
Após debater com Hal Jordan qual tropa procurariam a seguir, Sinestro concordou (com alguma relutância) com a liderança de Hal Jordan e a ideia deste de procurar primeiro os Lanternas Azuis no planeta Odym. Lá uniram-se ao Santo Andarilho e aos guardiões Ganthet e Sayd. Os últimos a aderir ao grupo foram Atrócitus (da Tropa Vermelha) e Larfleeze (o Agente Laranja).
O grupo rastreou a fonte de poder dos Lanternas Negros até a Terra, onde enfrentaram o criador destes: a entidade cósmica conhecida como Nekron.

## Outras mídias

### Animação
A primeira aparição de Sinestro em animações foi em Super Amigos, sendo dublado no Brasil por Orlando Drummond.
Também apareceu em vários desenhos do universo animado concebido por Paul Dini e Bruce Timm, o DC Animated Universe: Primeiramente em Super-Homem- a série animada, sendo dublado no Brasil por João Batista; Liga da Justiça e sua continuação Liga da Justiça Sem Limites, tendo na dublagem brasileira a voz de Jorge Lucas; e ainda uma participação em Super Choque, nesta ocasião sendo dublado no Brasil por José Augusto Sendim.
Fora desta continuidade, Sinestro fez uma aparição na série animada Duck Dodgers, sendo derrotado pelo personagem principal, Duck Dodgers, que se tornou Lanterna Verde por engano após ter suas roupas trocadas com as do Lanterna Verde Hal Jordan. Nesta ocasião foi dublado no Brasil por Hamilton Ricardo.
Sinestro participou, ainda, dos desenhos O Batman e Batman: os Bravos e os Destemidos. Neste último ele aparece inicialmente como integrante da Tropa dos Lanternas Verdes e posteriormente como vilão.
Sinestro foi o principal antagonista do longa-metragem de animação Green Lantern: First Flight, lançado diretamente em vídeo (DVD).  Recebeu no Brasil a voz de Júlio Chaves.
Ele também apareceu no desenho Lanterna Verde: A Série Animada.
Ele também aparece no filme animado Lanterna Verde: Guerreiros Esmeraldas mostrando sua amizade com Abin Sur no passado.

### Live-action

O ator inglês Mark Strong interpretando o personagem Sinestro no filme Lanterna Verde de 2011.

O comediante Charlie Callas interpretou o vilão no especial para a TV Legends of the Superheroes, de 1979.
Em 2011, Mark Strong interpretou o personagem no filme longa-metragem Lanterna Verde. Para a caracterização, o ator teve de utilizar um molde prostético que alterou seu rosto, modificando orelhas, sobrancelhas, cabelo e adicionando o bigode. No filme, Sinestro é um soldado da Tropa dos Lanternas Verdes que ajuda o treinamento de Hal Jordan. Na última cena do filme, ele adquire o anel Qwardiano e vê seu uniforme adquirir a cor amarela.
Sinestro será interpretado pelo ator dinamarquês Ulrich Thomsen, na série Lanterns, que irá ao ar na HBO e na Max em 2026.